# Saraqip
Saraqib (tiếng Ả Rập: سراقب cũng viết là Saraqeb) là một thành phố ở tây bắc Syria, về hành chính thuộc Idlib Governorate, tọa lạc ở phía đông Idlib. Thành phố nằm ở độ cao 370 m trên mực nước biển. Địa điểm cổ đại Ebla tọa lạc 5 km về phía nam thành phố. Theo Tổng cục thống kê Syria, thành phố Saraqib có dân số 32.495 người theo điều tra dân số năm 2004.

## Lịch sử
Một cộng đồng lớn người Nawar đã định cư ở Saraqib trong thời Ottoman. Cùng với Khan Shaykhun và Ma'arat al-Numan, Saraqib nổi tiếng với sản phẩm thêu vải cotton màu đen tinh xảo. Ngày 26 tháng 2 năm 1959, cựu tổng thống Gamal Abdel Nasser đã đọc diễn văn trước thành phố kỷ niệm liên minh gần đây giữa Ai Cập và Syria lập nên Cộng hòa Ả Rập Thống nhất.
Cư dân của Saraqib đã tham dự trong nội chiến Syria chống lại chính quyền của Bashar al-Assad từ ít nhất tháng 4 năm 2011. Theo Cơ quan theo dõi nhân quyền Syria (Syrian Observatory for Human Rights) đối lập, các lực lượng an ninh Syria đã bắt giữ hơn 200 người được tin là các nhà hoạt động chống chính quyền ở thành phố này sau khi chiếm thành phố ngày 11 tháng 8 năm 2011.